# Speciális lineáris csoport
Speciális lineáris csoportnak nevezzük és {\displaystyle SL(n,K)}-val (néha {\displaystyle SL_{n}(K)}-val) jelöljük a {\displaystyle K} test feletti {\displaystyle n\times n}-es, 1 determinánsú mátrixok  multiplikatív csoportját. Értelemszerűen {\displaystyle SL(n,K)} elemei felfoghatóak a {\displaystyle K} fölötti n dimenziós vektortér transzformációiként, és {\displaystyle SL(n,K)} részcsoportja a {\displaystyle GL(n,K)} általános lineáris csoportnak. Amennyiben {\displaystyle K} véges test, {\displaystyle SL(n,K)} helyett gyakran {\displaystyle SL(n,q)}-t írunk, ahol {\displaystyle q} jelöli a {\displaystyle K} test elemszámát (ilyenkor persze {\displaystyle q} prímhatvány).

## Példák
- {\displaystyle SL(2,\mathbb {R} )} a sík terület- és irányítástartó lineáris transzformációinak a csoportja.
- {\displaystyle SL(2,3)} a háromelemű test fölötti, 1 determinánsú {\displaystyle 2\times 2}-es mátrixok csoportja.

Az alábbi ábra az {\displaystyle SL(2,3)} csoport szorzótáblája. A zöld, piros és üres körök a háromelemű test elemeit reprezentálják: az üres kör jelöli nullelemet, a zöld az egységelemet, a piros pedig a 2=-1 elemet. A kis kétszer kettes kockák a háromelemű test feletti 1 detetminánsú {\displaystyle 2\times 2}-es mátrixok, magának a csoportnak az elemei. Látható, hogy az {\displaystyle SL(2,3)} rendje 24. A háttérszínek jelzik az egyes elemek rendjét: 
- sötétszürke: 1
- világosszürke: 2
- sárga: 3
- kék: 4
- fehér: 6

## Néhány konkrét véges speciális lineáris csoport
| Alaptest rendje   | Mátrixok rendje | Csoport szokásos elnevezése                            | Csoport rendje                          |
| ----------------- | --------------- | ------------------------------------------------------ | --------------------------------------- |
| {\displaystyle q} | 1               | triviális csoport                                      | {\displaystyle 1}                       |
| 2                 | 2               | {\displaystyle S_{3}}, harmadfokú szimmetrikus csoport | {\displaystyle 6=2\cdot 3}              |
| 3                 | 2               | {\displaystyle SL(2,3)} speciális lineáris csoport     | {\displaystyle 24=2^{3}\cdot 3}         |
| 4                 | 2               | {\displaystyle A_{5}} alternáló csoport                | {\displaystyle 60=2^{2}\cdot 3\cdot 5}  |
| 5                 | 2               | {\displaystyle SL(2,5)} speciális lineáris csoport     | {\displaystyle 240=2^{4}\cdot 3\cdot 5} |
| 2                 | 3               | {\displaystyle GL(3,2)} általános lineáris csoport     | {\displaystyle 168=2^{3}\cdot 3\cdot 7} |

## A véges speciális lineáris csoportok rendje
{\displaystyle SL(n,q)} elemszámának meghatározásához azt kell meggondolni, hogy az a leképezés, amely {\displaystyle GL(n,q)} elemeihez a determinánsukat rendeli, homomorfizmus az általános lineáris csoportból a q elemű test nemnulla elemeinek szorzáscsoportjába, amely q-1 elemű. Ennek a homomorfizmusnak éppen {\displaystyle SL(n,q)} a magja. Épp ezért
{\displaystyle |SL(n,q)|={|GL(n,q)| \over {q-1}}}
Az általános lineáris csoport elemszáma viszont ismert:
{\displaystyle \displaystyle |GL(n,q)|=\prod _{j=1}^{n}\left({q^{n}-q^{j-1}}\right)}
és így
{\displaystyle \displaystyle |SL(n,q)|={{\prod _{j=1}^{n}\left({q^{n}-q^{j-1}}\right)} \over {q-1}}}.